# Bonetogastrura spelicola
Bonetogastrura spelicola är en urinsektsart som först beskrevs av Hermann Gisin 1964.  Bonetogastrura spelicola ingår i släktet Bonetogastrura och familjen Hypogastruridae. Inga underarter finns listade.